# ویلفرد نیکول
ویلفرد نیکول (انگلیسی: Wilfred Nichol؛ ۲۹ مه ۱۹۰۱ – ۸ فوریهٔ ۱۹۵۵) ورزشکار دو و میدانی اهل بریتانیا بود.
وی در مسابقات کشوری و بین‌المللی در مجموع برندهٔ ۱ مدال نقره شده‌است.